# Jedność Robotnicza (czasopismo)
Jedność Robotnicza – tygodnik, organ Polskiej Partii Socjalistycznej, wydawany w Warszawie w latach 1916–1918.